# لواء الموقر

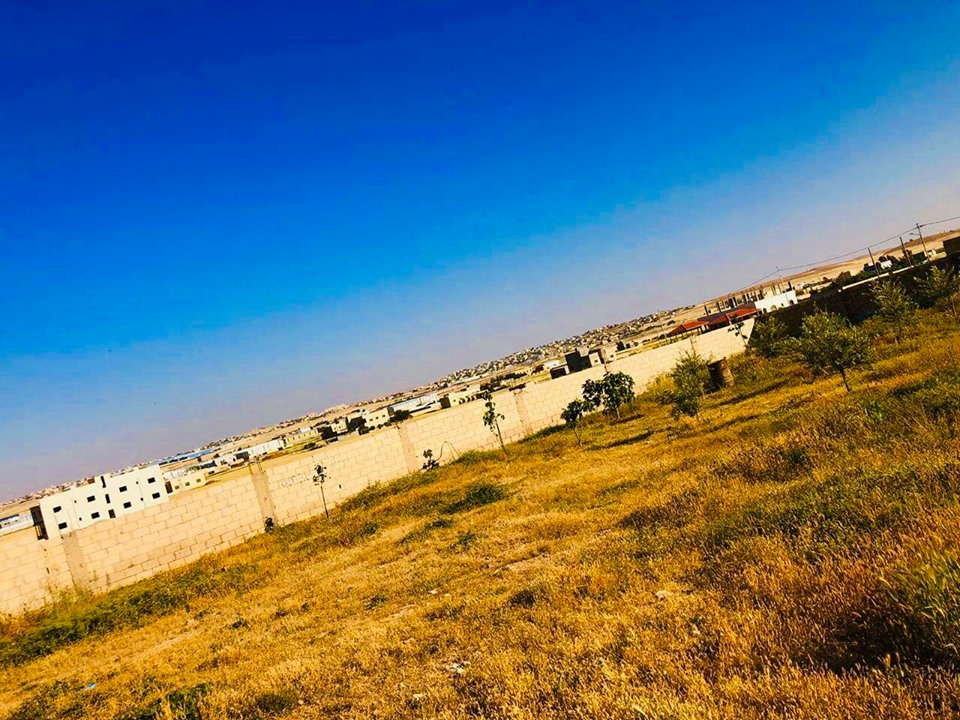
رجم الشامي لواء الموقر

لواء الموقر هو تقسم إداري ثاني يتبع محافظة العاصمة في الأردن، مركزه مدينة الموقر. بلغ عدد سكانه في عام 2009 حوالي 35,790 نسمة. يقع اللواء إلى الجانب الشرقي من العاصمة عمان ويبعد عنها 35 كم إلى الشمال الغربي من المحافظة، وتبلغ مساحته 608 كـم2 ،

## التقسيم الإداري
يُقسم هذا اللواء إلى القضائين التاليين:
- قضاء الموقر: بلغ عدد سكانه 22,320 نسمة، يضم كل من البلدات التالية: الموقر، النقيرة، الفيصلية، مغاير مهنا، الذهيبة الشرقية، المشاش ، المنشية، أم بطمة، الحاتمية، غزالة، السومرية، روضة السحين، الحنفية، الفالج، الزميلات، المطبة.
- قضاء رجم الشامي: بلغ عدد سكانه 13,470 نسمة، يضم كل من البلدات التالية: رجم الشامي الغربي، سالم، الهاشمية، رجم الشامي الشرقي، الذهيبة الغربية، الباسلية، الكتيفة، اللسين، الماجدية، الرابية.

خريطة لواء الموقر - وزارة التخطيط الاردنية 2010